# Roman Kirstein
Roman Kirstein (ur. 26 grudnia 1943 w Grudziądzu, zm. 5 kwietnia 2019 w Opolu) – polski przedsiębiorca i związkowiec, działacz opozycji demokratycznej w okresie PRL.

## Życiorys
Absolwent Technikum Samochodowego w Jelczu (1970). Zawodowo pracował od 1961 jako robotnik w Pomorskiej Odlewni-Emalierni w Grudziądzu, następnie w Jelczańskich Zakładach Samochodowych. Od 1970 do 1976 i od 1978 do 1982 zatrudniony w Opolskim Przedsiębiorstwie Robót Instalacyjno-Inżynieryjnych, w międzyczasie pracował w opolskim Przedsiębiorstwie Budownictwa Hydrotechnicznego Odra-1.
W sierpniu 1980 uczestniczył w proteście w swoim zakładzie pracy, we wrześniu tegoż roku wstąpił do „Solidarności”. Był przewodniczącym Międzyzakładowego Komitetu Założycielskiego „S” w Opolu, wiceprzewodniczącym zarządu Regionu Śląsk Opolski i delegatem na I Krajowy Zjazd Delegatów w Gdańsku. 12 grudnia 1981 zatrzymany, następnie internowany. Zwolnienie uzyskał 12 stycznia 1982, po czym pozostawał w ukryciu. Zatrzymany 17 grudnia 1982, ponownie internowany. Zwolnienie uzyskał 1 lipca 1982 po półtoramiesięcznej hospitalizacji. Pozostawał bez zatrudnienia, w 1984 współtworzył prywatny zakład mechaniczny. Kontynuował działalność opozycyjną, zakładał drugoobiegowe czasopismo „Solidarność Narodowa” i Bank Pomocy Bezrobotnym. W 1986 wszedł w skład Tymczasowej Rady Regionalnej „S” Śląsk Opolski.
W 1990 został właścicielem Zakładu Hydrauliki Siłowej Hydroed. Był radnym miejskim Opola I kadencji. Do 1994 działał w Porozumieniu Centrum. Był prezesem Stowarzyszenia Solidarni Śląska Opolskiego.
W 2014, za wybitny wkład w rozwój polskiej przedsiębiorczości, za zasługi w działalności społecznej, odznaczony Krzyżem Kawalerskim Orderu Odrodzenia Polski. W 2001 otrzymał Złoty Krzyż Zasługi, a w 2012 Krzyż Wolności i Solidarności.